# 瓦根达拉字母
瓦根达拉字母（或“瓦根德腊”、“挖金达拉”），又名瓦金德拉文是一种用于书写蒙古语布里亚特方言的全音素文字。它是由布里亚特格魯派喇嘛阿格旺·多杰在20世纪早期创制的。使用时间仅有数年。

## 历史
1905年，豁里布里亚特人阿格旺·多杰通过扎木斯朗·策本的协助:55制定了这套字母，用来统一布里亚特各部的文化。字母的名称“瓦根达拉”（Vagindra）是作者名字“阿格旺”的梵语翻译:79。这套字母是由传统蒙古文修改而来，降低了使用者学习传统文字的难度:85。1905至1910年间，大约共有10本书和小册子使用该文字写成，使用一种基于西部布里亚特方言的混合布里亚特语，然而此后不再有使用这种文字的出版物。1917年，布里亚特人一度考虑在民族教育中使用这种文字，但最后选择了传统蒙古文，用以增强与全体蒙古间的认同:86。连阿格旺·多杰本人在后来的自传中也未再提及或使用过这种文字:88:57。
出版家、历史学家米哈伊尔·博格达诺夫主张令布里亚特人通过俄化学习西方文明，反对这套文字:88。此外，有批评意见认为使用这套字母出版的书籍使用的语言是基于西部布里亚特各方言的混合体，对其他方言使用者来说不够友好:41，不过也有观点认为这些书籍不难理解:88。沙皇俄国将蒙古统一运动视为威胁，因而流放了一些瓦根达拉字母的支持者:79,88。

## 字母特征

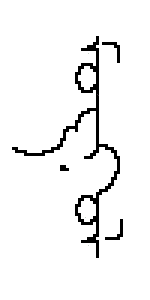
用瓦根达拉字母书写的“Mongol”

瓦根达拉字母与托忒蒙古文一样，都是由传统蒙古文改造而来:61，书写顺序同样为 由上至下，並由左至右。关于字母数量有不同的解释，尼古拉伊·阿玛加耶夫和额勒贝格道尔吉·仁钦诺在1910年的书中认为瓦根达拉字母有7个元音字母和21个辅音字母:85以及附加符号。附加符号包括表示长元音的右侧纵点、表示顎化的圆圈和与托忒蒙古文类似的左侧单点:56，以及1个用来对应俄语西里尔字母Щ（历史读音为双辅音/ʃt͡ʃ/）的附加字母。另一种看法则认为瓦根达拉文字共有36个字母，其中8个为元音字母:61。瓦根达拉文字每个字母都只表示一个音:43。瓦根达拉文字有2个对应问号和感叹号的标点符号:15。
瓦根达拉字母有一个特征与传统蒙古文及其衍生的几种文字（如托忒蒙古文、满文、锡伯文等）显著不同：字母形态没有字首、字中、字尾的区分，仅有一种形态:61。相当于在字首和字尾也使用字中形。有观点认为字母不区分形态是因为受到西里尔字母和拉丁字母的影响。仅有的一个例外是字母A，在字首为2个字牙，在字中和字尾为1个字牙。这个特征与回鹘字母和其各衍生文字一致:85:56。

## 扩展阅读
- Ëndonzhamt︠s︡yn Zhanchiv; Gonchigiĭn Gantogtokh (Sharaĭd). . Corpus scriptorum 8. Udam Soël. 2010. OCLC 773896142 （蒙古语）.